# Mike Gravel
Mike Gravel (vlastním jménem Maurice Robert Gravel, (13. května 1930 Springfield – 26. června 2021 Seaside) byl americký politik. Byl senátorem za stát Aljaška v letech 1969 až 1981 a neúspěšným kandidátem v prezidentských volbách 2008.
Narodil se v početné chudé rodině katolických přistěhovalců z Québecu. Počátkem padesátých let sloužil u kontrarozvědky v Německu a Francii, v roce 1956 vystudoval ekonomické vědy na Columbia University a odstěhoval se na Aljašku, kde pracoval jako obchodník s nemovitostmi. V letech 1962 až 1966 byl poslancem aljašského zákonodárného sboru (v letech 1965 až 1966 zastával funkci předsedy), v roce 1968 byl zvolen za Demokratickou stranu do Senátu USA. Byl kritikem vietnamské války, využil senátorské imunity k publikování utajovaných skutečností z Pentagon Papers. V roce 1972 se ucházel o demokratickou nominaci na post viceprezidenta, ale porazil ho Thomas Eagleton. Jako senátor Gravel prosadil stavbu aljašského ropovodu.
Po ztrátě senátorského křesla se vrátil na Aljašku k obchodu s realitami, v roce 1989 založil nadaci The Democratic Foundation, která prosazovala zavedení přímé demokracie. Aby podpořil svoje politické ambice, odstěhoval se do Arlington County a 17. dubna 2006 oznámil svoji kandidaturu na prezidenta. Jeho programem bylo ukončení americké vojenské přítomnosti v Iráku, daňové a sociální reformy a podpora veřejného školství a veřejné dopravy. Jeho provokativní názory a nedostatek financí na kampaň ho řadily mezi outsidery, v primárkách v New Hampshire v lednu 2008 získal pouze 0,14 % hlasů. Poté kritizoval vedení Demokratické strany a v březnu 2008 oznámil přestup do Libertariánské strany, prezidentskou nominaci za tento subjekt však místo něj získal Bob Barr.
Je autorem knihy Citizen Power: A People's Platform (1972), v níž vysvětluje svoje politické názory.